# Església de Vila do Conde
L'església de Vila do Conde (en portuguès Igreja Matriz de Vila do Conde) és un edifici de principis del segle xvi notable per la seva ornamentació manuelina del pòrtic, atribuït a João de Castilho, situada a Vila do Conde i dedicada a Sant Joan Baptista.
Es va consagrar el 1518, i ha rebut múltiples afegits com la torre campanar del segle xvii. L'interior està format per tres naus, separades per columnes esculturades, i absis.